# Molly Tarlov
Molly Tarlov (Manhattan, 12 de septiembre de 1992) es una actriz estadounidense nacida el 12 de septiembre de 1992 en Manhattan, Nueva York. Es conocida por interpretar a Sadie Saxton en Awkward.

## Biografía
Tarlov nació y se crio en Manhattan, en la ciudad de Nueva York. Es hija del productor y director Mark Tarlov y de Judy Roberts. Tiene una hermana mayor llamada Jessica Tarlov, quien es consultor político.
Por parte de su madre, sus dos abuelos eran inmigrantes judíos, su abuelo de Rusia, y su abuela escapó de Europa en el último barco de Francia.
Cuando era joven, Tarlov apareció en el musical Bye Bye Birdie en la Little Red School House. Ella asistió al campamento de artes en Interlochen Center for the Arts y a un programa de verano de la Universidad de Nueva York en París. Tarlov se graduó de la Universidad Bennington con un título en Artes Teatrales.
Después de la universidad, Tarlov asistió a la Atlantic Theater Company y LAByrinth Theater Company, donde escribió y actuó en la LAByrinth Master Class.
El 23 de junio de 2015, Tarlov reveló que está comprometida con Alexander Noyes, baterista de Honor Society y los Jonas Brothers.

### Carrera
Tarlov inició su carrera apareciendo como estrella invitada en un episodio de iCarly en 2009. En 2010, interpretó a Caitlin en Huge.
En 2011 obtuvo el papel de Sadie Saxton en la serie original de MTV Awkward. El personaje de Tarlov es notable por su intensa apatía por el personaje principal, Jenna Hamilton (Ashley Rickards) y por sus complejas luchas con su peso e inseguridades. Sadie también es notable por su frase célebre «¡de nada!» con comentarios sin censura sobre temas como la bulimia, la homosexualidad, y el comportamiento inapropiado. El personaje ha inspirado feeds en Twitter y GIFs.
También ha participado en películas como Simply Irresistible, dirigida por su padre; y G.B.F., comedia juvenil escrita por George Northy y dirigida por Darren Stein.

## Filmografía
| Cine       | Cine                | Cine         | Cine             |
| Año        | Película            | Rol          | Notas            |
| ---------- | ------------------- | ------------ | ---------------- |
| 1999       | Simply Irresistible | Molly        |                  |
| 2013       | G.B.F.              | Sophie       |                  |
| 2014       | Era Apocrypha       |              | Cortometraje     |
| 2015       | Everlasting         | Liz          |                  |
| Televisión |                     |              |                  |
| Año        | Título              | Rol          | Notas            |
| 2009       | iCarly              | Lisa         | 1 episodio       |
| 2010       | Gravity             | Cliente      | 1 episodio       |
| 2010       | Huge                | Caitlin      | 1 episodio       |
| 2011-2016  | Awkward             | Sadie Saxton | Elenco principal |
| 2013       | Boyfriend Season    | Molly        | Elenco principal |